# Trastorn d'adaptació
Un trastorn d'adaptació (TA) es produeix quan un individu té dificultats importants per fer front a un estressor psicosocial significatiu o per adaptar-s'hi. La resposta inadaptada sol comportar reaccions emocionals i conductuals normals que es manifesten amb més intensitat del que seria habitual (tenint en compte els factors contextuals i culturals), provocant una forta angoixa, preocupació per l'estressor i les seves conseqüències i un deteriorament funcional.
El diagnòstic de TA és força freqüent; hi ha una incidència estimada del 5-21% entre els serveis de consulta psiquiàtrica per a persones adultes. Les dones adultes se’n diagnostiquen el doble de vegades que els homes adults. Entre els nens i nenes i adolescents, les noies i els nois tenen la mateixa probabilitat de rebre aquest diagnòstic. :681 El TA es va introduir en els sistemes de classificació dels trastorns mentals fa gairebé 30 anys, tot i que ja s'havien reconegut síndromes similars molts anys abans.

## Signes i símptomes
Alguns signes emocionals del trastorn d'adaptació són: tristesa, desesperança, falta de gaudi, ganes de plorar, nerviosisme, ansietat, desesperació, sentir-se aclaparat i pensar en suïcidar-se, mostrar un mal rendiment a l'escola o a la feina, etc.
Les característiques comunes del TA inclouen símptomes depressius lleus, símptomes d'ansietat i simptomes d'estrès traumàtic, o una combinació de tots tres. Segons el DSM-5, hi ha sis tipus de TA, que es caracteritzen pels següents símptomes predominants: estat d'ànim deprimit, ansietat, ansietat mixta i estat d'ànim deprimit, pertorbació de la conducta, alteració de les emocions i la conducta, i no especificat. Tot i això, els criteris per a aquests símptomes no s'especifiquen detalladament. El TA pot ser agut o crònic, segons si dura més o menys de sis mesos. Segons el DSM-5, si el TA dura menys de sis mesos es considera agut, mentre que si dura més de sis mesos es considera crònic. A més, els símptomes no poden durar més de sis mesos després de la finalització de l'estressor o de les seves conseqüències. :679 Així mateix, la pertorbació relacionada amb l'estrès no existeix només com a agreujament d'un trastorn mental preexistent.
A diferència de la depressió major, el trastorn és causat per un estressor extern i generalment es resol una vegada que l'individu és capaç d'adaptar-se a la situació. La condició és diferent del trastorn d'ansietat, que també manca de la presència d'un estressor, o trastorn d'estrès posttraumàtic i trastorn d'estrès agut, que normalment s'associen a un estressor més intens.
La conducta suïcida és prominent entre les persones amb TA de totes les edats i fins a una cinquena part de les víctimes suïcides adolescents poden tenir un trastorn d'adaptació. Bronish i Hecht (1989) van trobar que el 70% d'una sèrie de pacients amb TA van intentar suïcidar-se immediatament abans de l'ingrés i van remetre més ràpidament que un grup de comparació amb depressió major. Asnis i altres (1993) van trobar que els pacients amb TA presenten ideació persistent o intents de suïcidi amb menys freqüència que els diagnosticats de depressió major. Segons un estudi amb 82 pacients amb TA a una clínica, Bolu i altres (2012) van trobar que 22 (el 26,8%) d'aquests pacients van ser ingressats per intent de suïcidi, d'acord amb troballes anteriors. A més, es va trobar que 15 d'aquests 22 pacients van triar mètodes de suïcidi que comportaven altes possibilitats de ser salvats. Henriksson i altres (2005) estableixen estadísticament que la meitat dels estressors són relacionats amb problemes parentals i un terç, amb problemes entre iguals.
Una hipòtesi sobre el TA és que pot representar una síndrome clínica subaguda.

## Factors de risc
Les persones exposades a un trauma repetit corren un major risc, fins i tot si aquest és un trauma remot. L'edat pot ser un factor, pel fet que els nens petits i les nenes petites tenen menys recursos d'afrontament; els nens i les nenes també són menys propensos a valorar les conseqüències d'un potencial estressor.
Un estressor és generalment un esdeveniment de naturalesa greu i inusual que experimenta un individu o un grup d'individus. Els estressors que causen trastorns d'adaptació poden ser greument traumàtics o relativament menors, com la pèrdua d'un xicot o xicota, un informe de qualificacions deficient o el trasllat a un nou barri. Es creu que com més crònic o recurrent és l'estressor, més probabilitats té de produir un trastorn. La naturalesa objectiva de l'estressor té una importància secundària. L'enllaç més important dels estressors amb el seu potencial patogen és la percepció del pacient com a estressor. La presència d'un estressor causal és essencial abans que es pugui fer un diagnòstic de trastorn d'adaptació.
Hi ha certs estressors més freqüents en grups d'edat diferents:
Edat adulta:
- Conflicte matrimonial
- Conflicte financer
- Problemes de salut amb un mateix, la parella o fills/es a càrrec
- Tragèdia personal com la mort o dol personal
- Pèrdua de llocs de treball o condicions laborals inestables, com per exemple una adquisició corporativa o l'acomiadament

Adolescència i infància:
- Conflicte familiar o separació parental
- Problemes escolars o canvi d'escola
- Problemes de sexualitat
- Mort, malaltia o trauma a la família

En un estudi realitzat entre el 1990 i el 1994 amb 89 adolescents psiquiàtrics ambulatoris, el 25% havia intentat suïcidar-se, dels quals el 37,5% havia tingut un mal consum d'alcohol; el 87,5% presentava una conducta agressiva; el 12,5% tenia dificultats d'aprenentatge i el 87,5% tenia símptomes d'ansietat.

## Diagnòstic

### Classificació DSM-5
La base del diagnòstic és la presència d'un estressor precipitant i una avaluació clínica de la possibilitat de remissió dels símptomes amb l'eliminació de l'estressor, a causa de les limitacions en els criteris per diagnosticar TA. A més, el diagnòstic de TA és menys clar quan els pacients estan exposats a estressors a llarg termini, perquè aquest tipus d'exposició està associada al TA i també al trastorn depressiu major i al trastorn d'ansietat generalitzada.
Alguns signes i criteris utilitzats per establir un diagnòstic són importants. En primer lloc, els símptomes han de seguir clarament a un estressor. En segon lloc, els símptomes han de ser més greus del que seria esperable. En tercer lloc, no hi pot haver altres trastorns subjacents. I en quart lloc, els símptomes presents no formen part d'un dol normal per la mort d'un membre de la família o d'un altre ésser estimat.
Els trastorns d'adaptació tenen la capacitat de remetre per si sols. Dintre dels cinc anys posteriors a la seva diagnosi inicial, aproximadament entre el 20 i el 50% dels malalts passen a ser diagnosticats de trastorns psiquiàtrics més greus.

### Classificació ICD-11
La Classificació Internacional de Malalties (ICD) assigna codis per classificar malalties, símptomes, queixes, conductes socials, lesions i troballes relacionades amb la medicina.
L'ICD-11 classifica el trastorn d'adaptació (6B43) a "Trastorns específicament associats a l'estrès".

## Tractament
Hi ha hagut poca investigació sistemàtica sobre la millor manera de tractar els individus amb un trastorn d'adaptació. Com que la recuperació natural és la norma, s'ha argumentat que no cal intervenir-hi llevat que els nivells de risc o angoixa siguin elevats. No obstant això, per a alguns individus el tractament pot ser beneficiós. Els pacients amb TA amb símptomes depressius o d'ansietat poden beneficiar-se de tractaments que s'utilitzen habitualment per a trastorns depressius o d'ansietat. Un estudi va trobar que els malalts de TA rebien intervencions similars a les que tenien altres diagnòstics psiquiàtrics, incloses la teràpia psicològica i la medicació.
A més de l'ajuda professional, els pares, les mares i els/les cuidadors/es poden ajudar els seus fills/es en la seva dificultat d'adaptació mitjançant:
- oferir-los ànims per parlar de les seves emocions;
- oferir-los suport i comprensió;
- tranquil·litzar el nen o la nena dient-li que les seves reaccions són normals;
- implicar els professors i les professores del nen o la nena per comprovar el seu progrés a l'escola;
- deixar que el nen o la nena prengui decisions senzilles a casa seva, com ara què vol menjar per sopar o què vol veure a la televisió;
- que el nen o la nena es dediqui a una afició o activitat de què gaudeixi.

## Crítica
Com molts dels elements del DSM, el trastorn d'adaptació rep crítiques d'una minoria de la comunitat professional i també de les professions semirelacionades fora de l'àmbit sanitari. En primer lloc, hi ha hagut crítiques a la seva classificació. Ha estat criticat per la seva falta d'especificitat de símptomes, paràmetres de conducta i estretes vinculacions amb factors ambientals. S'ha fet relativament poca investigació sobre aquest trastorn.
Un editorial del British Journal of Psychiatry va descriure el trastorn d'adaptació com a "tan vague i comprensiu ... com inútil" però s'ha conservat al DSM-5 per la creença que serveix a un propòsit clínic útil per als clínics que busquen una etiqueta temporal, lleu i no estigmatitzant, especialment per a pacients que necessiten un diagnòstic per a la cobertura de la teràpia.
A l'exèrcit dels Estats Units hi ha hagut una preocupació pel diagnòstic del personal militar de servei actiu.